# I'm Like a Lawyer with the Way I'm Always Trying to Get You Off (Me + You)
"I'm Like a Lawyer with the Way I'm Always Trying to Get You Off (Me + You)" (vanligtvis förkortat till "I'm Like a Lawyer") är den fjärde singeln från rockbandet Fall Out Boys fjärde album, Infinity on High. De huvudsakliga låtskrivarna är Patrick Stump och Pete Wentz. Låten var en av de två låtarna som producerades av Babyface, den andra var "Thnks fr th Mmrs". Den här låten var spelad på VH1:s V-Spot akustiska sessions tillsammans med "Thnks fr th Mmrs", "This Ain't a Scene, It's an Arms Race", och "Sugar, We're Goin Down", alla de har lyckats bra som singlar.